# Sinelloides
Genre
Sinelloides est un genre de collemboles de la famille des Lepidocyrtidae.

## Distribution
Les espèces de ce genre se rencontrent en Océanie.

## Liste des espèces
Selon Checklist of the Collembola of the World (version du 26 août 2019) :
- Sinelloides adamsoni (Carpenter, 1935)
- Sinelloides dubius Bonet, 1942

## Publication originale
- Bonet, 1942 : Notas sinonimicas sobre el orden Colembolos. Ciencia Mexico, vol. 3, p. 56-59.